# Brisa Roché

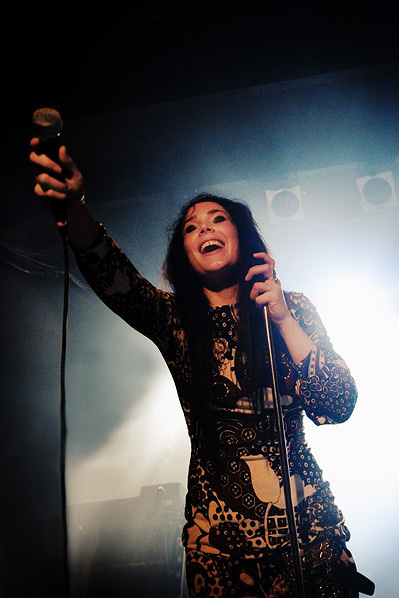
Brisa Roché im Jahr 2008

Brisa Roché (* 26. April 1976 in Arcata, Kalifornien) ist eine US-amerikanische Sängerin und Songschreiberin. Heute lebt sie überwiegend in Paris. Sie singt hauptsächlich in englischer Sprache, vereinzelt auch in Französisch. 

## Biografie
Brisa Roché verbrachte ihre Kindheit in Kalifornien. Mit ihrer Mutter, einer Künstlerin mit einem Faible für Folkmusik, lebte sie zurückgezogen in einem Haus in den Bergen im Norden von Kalifornien. Bereits zu dieser Zeit singt sie in einem Kinderchor. Als Sechzehnjährige verlässt Brisa die Mutter und zieht zum Vater nach Seattle, der dort ein exzessives Großstadtleben führt und schon bald im Alter von 48 Jahren stirbt. Wieder bei ihrer Mutter, weiht sie ein Saxophonist in die Welt des Jazz ein, und sie beginnt Jazzstandards zu singen. Es folgt eine erste eigene Band „The Amazing Dimestore“. Als Achtzehnjährige reist sie das erste Mal nach Paris und bleibt ein ganzes Jahr dort. Danach kehrt sie in die USA zurück, schreibt sich am College ein und probiert nebenbei viele Musik-Stilrichtungen aus. Nach dem plötzlichen Ende einer Liebesbeziehung reist sie erneut nach Paris und singt dort in den Jazz-Clubs von Saint-Germain-des-Prés ihre Lieder. Schnell werden Musikagenten auf sie aufmerksam und ihr erstes Album The Chase, erschienen beim renommierten Plattenlabel Blue Note Records, wird ein großer Erfolg. Nach den ersten Erfolgen kehrt sie in ihre Heimat Kalifornien zurück und schreibt hier den größten Teil ihres zweiten Albums Takes. Brisa Roché beschreibt ihr neues Werk als eine Mischung aus drogeninfiziertem New-York-Sound, Westcoast-Psych-Pop mit Folk-Einschlag und einer guten Portion San-Francisco-Feeling.

## Diskografie
- The Chase (2005; USA 2006)
- Takes (2007)
- All Right Now (2010)
- Invisible 1 (2016)
- Father (2018)
- Low Fidelity (2019)